# Anthidiellum smithii
Anthidiellum smithii là một loài Hymenoptera trong họ Megachilidae. Loài này được Ritsema mô tả khoa học năm 1874.